# Санто-Томас (вулкан, Гватемала)
Санто-Томас (исп. Santo Tomás) — потухший вулкан, расположенный на юго-западе Гватемалы, в департаменте Кесальтенанго. Другие названия: «Пекуль» и «Сьерро Суниль». Высота 3542 м. Последняя активная вулканическая деятельность была ок. 84 000 лет назад.